# Generation Kill
Generation Kill är en amerikansk dramadokumentär-serie om soldaterna i B-kompaniets 2:a pluton av amerikanska marinkårens första spaningsbataljon (1st Reconnaissance Battalion) under de 40 första dagarna av USA:s invasion av Irak 2003. Serien bygger på en bok med samma namn, skriven av Rolling Stone-journalisten Evan Wright, som var inbäddad reporter i den plutonen under invasionen. Bokens svidande kritik mot flera befäl i kompaniet ledde till att marinkåren degraderade några av dem och senare uppmanade alla sina soldater att läsa den, för att lära av de misstag som skildras.
Serien producerades för HBO av David Simon och Ed Burns, som även ligger bakom TV-serien The Wire. Generation Kill består av sju timslånga avsnitt. Den hade USA-premiär 13 juli 2008 och sista avsnittet visades 24 augusti 2008. Den hade finländsk och svensk premiär i betal-tv på Canal plus 3 september 2008 och började visas av SVT på SVT2 sju fredagar i rad, med start 7 april 2009.
Generation Kill spelades in i Namibia, Sydafrika och Moçambique och serien har fått många lovord för sin realism. Precis som i boken är alla rollfigurer skildringar av existerande personer under deras rätta namn. Ett par av skådespelarna är forna medlemmar av B-kompaniet och en av dem "spelar" faktiskt sig själv. Alexander Skarsgård har en av de mest framträdande rollerna i serien, som gruppchef i den HMMWV som Evan Wrights åkte i.

## Avsnitt
| Nr | Titel                        | Regissör           | Manus                 | Premiär (USA)   | Premiär (Sverige) |
| --- | ---------------------------- | ------------------ | --------------------- | --------------- | ----------------- |
| 1 | "Get Some"                   | Susanna White      | David Simon, Ed Burns | 13 juli 2008    | 17 april 2009     |
| Plutonen förbereder sig inför invasionen av Irak i Camp Mathilda i Kuwait: Strax före avfärd mot gränsen får de reda på att Rolling Stone-krönikören Evan Wright ska ansluta sig till dem. |                              |                    |                       |                 |                   |
| 2 | "The Cradle of Civilization" | Susanna White      | Ed Burns, Evan Wright | 20 juli 2008    | 24 april 2009     |
| Irakinvasionen är igång och sergeant Colbert (Alexander Skarsgård) försöker hålla sin grupp fokuserad. Marinsoldaterna får flera kontraorder medan de inväntar sin första kontakt med fienden i Al-Nasiriyya och Al-Gharraf. |                              |                    |                       |                 |                   |
| 3 | "Screwby"                    | Susanna White      | Ed Burns              | 27 juli 2008    | 1 maj 2009        |
| Plutonen inväntar order om ett rekognoseringsuppdrag efter att de överlevt sin första eldstrid. Kompanichefen Schwetje begär en artilleriattack mot en inbillad fientlig raketgevärsenhet, plutonchefen Fick försöker ta kontrollen över en farlig situation, och bataljonschefen Ferrando utfärdar en nya order sedan A-kompaniet beskjutit Ar-Rifa.                                                      |                              |                    |                       |                 |                   |
| 4 | "Combat Jack"                | Simon Cellan Jones | David Simon           | 3 augusti 2008  | 8 maj 2009        |
| Soldaterna tillbringar tid på ett erövrat flygfält, missnöjda med att de tvingats överge en lastbilskonvoj med vapen och ammunition, samt bataljonens flagga. B-kompaniet förflyttar sig snart igen. De beger sig norrut och sätter upp en vägspärr utanför Al-Hayy. Under tiden beordras A-kompaniet att hitta en marinsoldats kropp i Al-Shatra men deras uppdrag försenas på grund av en CIA-operation. |                              |                    |                       |                 |                   |
| 5 | "A Burning Dog"              | Simon Cellan Jones | Evan Wright           | 10 augusti 2008 | 15 maj 2009       |
| Trots att en stridsvagnsdivision går hårt åt ett upptäckt bakhåll vid en strategisk bro stöter B-kompaniet på tufft motstånd när de försöker korsa bron. En inspektion av slagfältet ger fler frågor än svar om fienden. En vägspärr i Al-Muwaffiqiyah ställer marinsoldaternas föränderliga sammanstötningsregler på prov.                                                                                |                              |                    |                       |                 |                   |
| 6 | "Stay Frosty"                | Simon Cellan Jones | Ed Burns              | 17 augusti 2008 | 22 maj 2009       |
| När bataljonen får i uppdrag att eskortera hundratals civila flyktingar börjar de undra om deras roll i kriget snart är över, men bataljonschefen har andra planer för att se till att hans mannar får börja strida igen. |                              |                    |                       |                 |                   |
| 7 | "Bomb in the Garden"         | Susanna White      | David Simon           | 24 augusti 2008 | 29 maj 2009       |
| När de når Bagdad chockas B-kompaniet av hur stor staden är - och när bataljonen börjar sina dagliga patruller där, inser de att svårigheterna är större än de nånsin kunnat ana. |                              |                    |                       |                 |                   |

## Rollista (i urval)
Bataljonsstaben och marinkårens 1:a division
- Robert Burke – generalmajor James “Mad Dog” Mattis (chef för marinkårens 1:a division)
- Chance Kelly – överstelöjtnant Stephen ”Godfather” Ferrando (bataljonschef)
- Benjamin Busch – major Todd Eckloff (chef för bataljonsstaben)
- Neal Jones – regementsförvaltare John "Potato Head" Sixta (bataljonsstaben)
- Nabil Elouahabi - tolken Meesh (bataljonstolk)

- A-kompaniet - radioanrop ”Assassin”
  -     - Michael Kelly – kapten Bryan Patterson  (kompanichef)
    - Kyle Siebert – korpral John Burris
    - Darron Meyer – korpral Cody Scott

- B-kompaniet - radioanrop ”Hitman”
  - Brian Patrick Wade – kapten Craig “Encino Man” Schwetje (kompanichef)
  - David Barrera – sergeant Ray ”Casey Kasem” Griego (kompaniets operativa chef)

- - B-kompaniets 2:a pluton - radioanrop "Hitman 2"
    - Grupp 1 (bil 1 och bil 2)
      - Alexander Skarsgård – sergeant Brad “Iceman” Colbert (gruppchef, i bil 1)
      - James Ransone – korpral Josh Ray Person (förare av bil 1)
      - Lee Tergesen – journalisten Evan "Scribe" Wright (stationerad i bil 1)
      - Pawel Szajda – korpral Walt Hasser (skytt, bil 1)
      - Billy Lush – vicekorpral Harold James Trombley (bil 1)
      - Jon Huertas – sergeant Antonio ”Poke” Espera (chef för bil 2)
      - Kellan Lutz – korpral Jason Lilly (förare, bil 2)
      - Rey Valentin – korpral Gabriel Garza (skytt, bil 2)
      - Stefan Otto – korpral Nathan Christopher (bil 2)
      - Sal Alvarez – korpral Hector Leon (bil 2)

    - Grupp 2 (bil 3)
      - Josh Barrett – sergeant Shawn “Pappy” Patrick (gruppchef)
      - Rudy Reyes – sergeant Rudy “Fruity Rudy” Reyes (förare) (Rudy Reyes spelar sig själv)
      - Rich McDonald – korpral “Manimal” Jacks (skytt)
      - Eric Ladin – korpral James Chaffin
      - Justin Shaw – sergeant Michael Brunmeier

    - Ledningsbilen (bil 4)
      - Stark Sands - löjtnant Nathaniel ”Nate” Fick (plutonchef)
      - Marc Menchaca – sergeant Mike “Gunny” Wynn (förare)
      - Wilson Bethel – korpral “Q-Tip” Stafford
      - Daniel Fox – menig 1kl John Christeson

    - Grupp 3 (bil 5)
      - Langley Kirkwood – sergeant Steven Lovell (gruppchef)
      - Mike Figueroa – sergeant Leandro “Shady B” Baptista (förare)
      - Bjorn Steinbach – korpral Michael Stinetorf (skytt)
      - Jonah Lotan – sjukvårdsman Robert Timothy ”Doc” Bryan
      - Sydney Hall – korpral T. Holsey

- - B-kompaniets 3:e pluton - radioanrop "Hitman 3"
    - Eric Nenninger – kapten Dave “Captain America” McGraw (plutonchef)
    - Owain Yeoman – sergeant Eric Kocher (gruppchef för grupp 2)
    - Sean Brosnan – korpral Daniel Redman
    - J. Salome Martinez – korpral Jeffrey ”Dirty Earl” Carisalez (se Jeffrey Carisalez nedan)
    - Theo Landey – sergeant Damon Fawcett
    - Jeffrey Carisalez – korpral Smith (Jeffrey Carisalez var teknisk rådgivare för serien)